# Kōsui
Singles de Melon Kinenbi
Natsu no Yoru wa Danger!
(2002) Akai Freesia
(2003)
 Kōsui  (香水, ou Kousui) est le 7e single du groupe de J-pop Melon Kinenbi, sorti le 23 octobre 2002 au Japon sur le label zetima, écrit et produit par Tsunku. Il atteint la 12e place du classement de l'Oricon, et reste classé pendant trois semaines, se vendant à 23 310 exemplaires durant cette période.
La chanson-titre figurera d'abord sur la compilation de fin d'année du Hello! Project Petit Best 3, puis sur le premier album du groupe, 1st Anniversary de 2003, puis sur ses compilations Fruity Killer Tune de 2006 et Mega Melon de 2008. La chanson en "Face B", Renai Restaurant, figurera quant à elle sur sa compilation de "Face B" Ura Melon de 2010.

## Liste des titres
1. Kōsui  (香水?)
2. Renai Restaurant  (恋愛レストラン?)
3. Kōsui (instrumental) (香水...?)